# Star Sixes
La Star Sixes è una competizione di indoor soccer riservata a squadre nazionali composte da ex calciatori professionisti.
L'edizione inaugurale ha avuto luogo nel luglio 2017 alla O2 Arena di Londra, nel Regno Unito. Ulteriori edizioni del torneo sono in programma in varie parti del mondo. La seconda edizione ha avuto luogo in Asia negli ultimi mesi del 2017.

## Formato
Ogni nazionale ha una squadra di dieci giocatori, sei dei quali scendono in campo. Le squadre sono scelte dal capitano della squadra e dagli organizzatori del torneo. La prima edizione prevede la presenza di tre gruppi da quattro squadre ciascuno. Nella fase a gironi le nazionali si affrontano l'una con l'altra una volta per determinare la classifica di ogni girone. Accedono alla fase ad eliminazione diretta, che prevede quarti di finale, semifinali e finali, le prime due classificate di ogni gruppo e le due migliori terze. La fase a gironi si apre con sei partite (due di ciascun gruppo) alla prima giornata del torneo, tante quante si disputano alla seconda e alla terza giornata. Alla quarta giornata si disputano quarti di finale e semifinali, mentre la quinta giornata prevede la disputa della finale per il terzo posto e della finalissima. Nella fase ad eliminazione diretta, in caso di parità di punteggio al termine dei tempi regolamentari sono previsti i tiri di rigore. Ogni partita dura 20 minuti nella fase a gironi e 30 minuti nella fase ad eliminazione diretta, con un breve intervallo tra primo e secondo tempo, ciascuno dei quali dura 10 minuti nella fase a gironi e 15 minuti nella fase ad eliminazione diretta.

## Edizioni del torneo

### 2017
Prima dell’ora di pranzo del 24 gennaio 2017 fu annunciata la partecipazione di Steven Gerrard, Michael Owen, Robert Pirès, Michael Ballack, Deco, Alessandro Del Piero, Carles Puyol, Roberto Carlos e Jay-Jay Okocha e delle nazionali di Australia, Brasile, Cina, Inghilterra, Francia, Germania, Italia, Messico, Paesi Bassi, Nigeria, Portogallo e Spagna. Il 24 gennaio 2017 fu annunciato ufficialmente che l'edizione inaugurale del torneo si sarebbe disputata alla O2 Arena di Londra. In quella circostanza furono annunciati ulteriori nomi di partecipanti: Jens Lehmann, David James, Emile Heskey, Rio Ferdinand, Dominic Matteo e Gaizka Mendieta. Australia e Paesi Bassi furono poi sostituiti da Danimarca e Scozia, senza che fosse fornita una motivazione.
Il sorteggio della fase a gironi, condotto dai capitani di Germania e Francia Ballack and Pirès, ebbe luogo a Londra il 24 marzo 2017 e fu trasmesso in diretta televisiva nel Regno Unito su Sky Sports News, nel cui quartier generale si svolse.

#### Giocatori
Gerrard, Pirès, Ballack, Okocha, Deco, Matteo e Puyol capitanano le rispettive nazionali. In seguito è stata annunciata la partecipazione di Don Hutchison, Olivier Dacourt, Míchel Salgado, Martin Jørgensen, Stig Tøfting, William Gallas ed Éric Abidal. Il 10 marzo si aggiunsero alla squadra scozzese cinque giocatori, tra cui Paul Dickov e Barry Ferguson. Marcel Desailly fu tra i giocatori aggiunti alla squadra francese il 15 marzo. Cinque giorni dopo Juliano Belletti fu inserito nella squadra brasiliana. La Spagna aggiunse quattro giocatori alla propria squadra il 24 marzo e il 28 marzo il Messico annunciò la composizione della propria squadra. Il 31 marzo furono annunciati Gilberto Silva (Brasile) e Christian Abbiati (Italia).
Il 12 aprile Maniche, Vítor Baía e Fernando Couto si unirono alla squadra portoghese. Qualche giorno dopo la Germania aggiunse tre giocatori alla propria formazione. La Danimarca aggiunse John Sivebæk e Daniel Jensen alla propria squadra il 19 aprile. Il 21 aprile la Scozia completò la propria squadra con le aggiunte di Jackie McNamara, Mark Burchill e Neil McCann. Il 5 maggio Celestine Babayaro fu inserito nella squadra della Nigeria. A maggio fu la volta dell'annuncio di cinque altri giocatori, mentre Betsafe divenne lo sponsor principale del torneo, con diritti di denominazione della competizione. Il 26 maggio Daniel Amokachi, Julius Aghahowa e Garba Lawal si aggiunsero alla squadra della Nigeria. Il 7 giugno José Bosingwa fu inserito nella squadra del Portogallo. Rivaldo fu uno dei tre calciatori aggiunti alla squadra del Brasile il 9 giugno e fu nominato suo capitano. Il 15 giugno l'Italia annunciò l'ingresso in squadra di Fabrizio Ravanelli.
Il 16 giugno Dietmar Hamann si unì alla Germania, prima che il 23 giugno fossero annunciati i nomi di Nuno Gomes, Raul Meireles, Kevin Kurányi, Mads Junker, Mikkel Beckmann, Chris Sørensen, Hjalte Nørregaard e Per Krøldrup. Nella settimana seguente fu la volta di Juninho, Djalminha, Danny Murphy, Paul Merson, Carlos Marchena e Lee Hendrie. Il 29 giugno l'Italia aggiunse sei giocatori tra cui Paolo Di Canio e perse Christian Abbiati e Simone Perrotta (infortunati). Il 29 giugno la Nigeria annunciò tre nuovi giocatori. Il 30 giugno il Portogallo completò la propria squadra e fu annunciata l'intera squadra cinese. Nella stessa giornata la Francia annunciò l'ingresso di Youri Djorkaeff. Il 6 luglio furono annunciati dodici volti nuovi, tra cui due sostituti: Richard Hughes sostituì Neil McCann (che rinunciò al torneo topo la nomina ad allenatore del Dundee) e Erubey Cabuto sostituì l'infortunato Jorge Campos. L'11 luglio, con l'annuncio delle squadre definitive di Francia, Germania e Spagna, si completò il quadro dei calciatori partecipanti al torneo. La Germania aggiunse tre elementi tra cui Timo Hildebrand, che sostituì Lehmann. Con l'ingresso di Hildebrand la Germania aveva undici calciatori, prima del ritiro di David Odonkor. Maik Taylor, ex nazionale irlandese, nato in Germania, fu annunciato come portiere di riserva di tutte le squadre. Ferdinand si ritirò dalla competizione il 13 luglio a causa della morte della madre. Al suo posto subentrò Luke Young.
| Nazionale   | Giocatore 1              | Giocatore 2        | Giocatore 3         | Giocatore 4      | Giocatore 5     | Giocatore 6     | Giocatore 7      | Giocatore 8        | Giocatore 9       | Giocatore 10    |
| ----------- | ------------------------ | ------------------ | ------------------- | ---------------- | --------------- | --------------- | ---------------- | ------------------ | ----------------- | --------------- |
| Brasile     | Rivaldo (c)              | Roberto Carlos     | Juliano Belletti    | Gilberto Silva   | Elano           | Dida            | Juninho          | Djalminha          | Júlio Baptista    | Amaral          |
| Cina        | Peng Weiguo (c)          | Peng Weijun        | Yao Xia             | Fu Bin           | Liang Jianfeng  | Jiang Feng      | Wei Qun          | Liu Cheng          | Chen Yongqiang    | Hu Zhijun       |
| Danimarca   | Martin Jørgensen (c)     | Stig Tøfting       | John Sivebæk        | Daniel Jensen    | Mads Junker     | Mikkel Beckmann | Chris Sørensen   | Hjalte Nørregaard  | Per Krøldrup      | Jan Hoffmann    |
| Inghilterra | Steven Gerrard (c)       | Michael Owen       | David James         | Emile Heskey     | Phil Neville    | Danny Murphy    | Paul Merson      | Lee Hendrie        | Wes Brown         | Luke Young      |
| Francia     | Robert Pirès (c)         | Olivier Dacourt    | William Gallas      | Éric Abidal      | Ludovic Giuly   | Sébastien Frey  | Marcel Desailly  | Youri Djorkaeff    | Bruno Cheyrou     | Vincent Candela |
| Germania    | Michael Ballack (c)      | Marco Reich        | Simon Rolfes        | Dietmar Hamann   | Kevin Kurányi   | Jörg Albertz    | Jens Nowotny     | Timo Hildebrand    | Maurizio Gaudino  | Dariusz Wosz    |
| Italia      | Alessandro Del Piero (c) | Simone Barone      | Fabrizio Ravanelli  | Paolo Di Canio   | Angelo Di Livio | Stefano Fiore   | Marco Delvecchio | Marco Amelia       | Massimo Oddo      | Luciano Zauri   |
| Messico     | Jared Borgetti (c)       | Luis Hernández     | Alberto García Aspe | Joaquín Reyes    | Braulio Luna    | Mario Méndez    | Miguel Zepeda    | Alberto Rodríguez  | Héctor Altamirano | Erubey Cabuto   |
| Nigeria     | Jay-Jay Okocha (c)       | Celestine Babayaro | Daniel Amokachi     | Julius Aghahowa  | Garba Lawal     | Joseph Yobo     | Taribo West      | Victor Ikpeba      | Peter Rufai       | Uche Okechukwu  |
| Portogallo  | Deco (c)                 | Maniche            | Vítor Baía          | Fernando Couto   | José Bosingwa   | Nuno Gomes      | Raul Meireles    | Paulo Ferreira     | Hélder Postiga    | Luís Boa Morte  |
| Scozia      | Dominic Matteo (c)       | Don Hutchison      | Robert Douglas      | Christian Dailly | Simon Donnelly  | Paul Dickov     | Barry Ferguson   | Jackie McNamara    | Mark Burchill     | Richard Hughes  |
| Spagna      | Carles Puyol (c)         | Gaizka Mendieta    | Míchel Salgado      | Luis García      | David Albelda   | Pedro Contreras | Alfonso Pérez    | Fernando Morientes | Carlos Marchena   | Joan Capdevila  |

Maik Taylor è portiere di riserva per tutte le nazionali.

Colin Hendry è una riserva della Scozia.

#### Partite

##### Fase a gironi

###### Gruppo A
| Pos. | Squadra     | Pt | G | V | N | P | GF | GS | DR  |
| ---- | ----------- | -- | - | - | - | - | -- | -- | --- |
| 1.   | Spagna      | 9  | 3 | 3 | 0 | 0 | 12 | 2  | +10 |
| 2.   | Inghilterra | 6  | 3 | 2 | 0 | 1 | 6  | 6  | 0   |
| 3.   | Scozia      | 3  | 3 | 1 | 0 | 2 | 4  | 10 | -6  |
| 4.   | Messico     | 0  | 3 | 0 | 0 | 3 | 3  | 7  | -4  |

| , ore 19:30 BST                                                                       | Inghilterra | 1 – 4 referto                               | Spagna | O2 Arena, Londra |
| \| \| \| \| \| Owen 2’ \| Marcatori \| Luis García 4’, 11’ Pérez 14’ Capdevila 18’ \| |             |                                             |        |                  |
|                                                                                       |             |                                             |        |                  |
| Owen 2’                                                                               | Marcatori   | Luis García 4’, 11’ Pérez 14’ Capdevila 18’ |        |                  |

| , ore 20:00 BST                                                                      | Messico   | 1 – 3 referto                        | Scozia | O2 Arena, Londra |
| \| \| \| \| \| Hernández 17’ \| Marcatori \| Donnelly 2’ Ferguson 5’ Burchill 14’ \| |           |                                      |        |                  |
|                                                                                      |           |                                      |        |                  |
| Hernández 17’                                                                        | Marcatori | Donnelly 2’ Ferguson 5’ Burchill 14’ |        |                  |

| , ore 21:45 BST                                                         | Spagna    | 2 – 1       | Messico | O2 Arena, Londra |
| \| \| \| \| \| Morientes 18’ Salgado 20’ \| Marcatori \| Borgetti 9’ \| |           |             |         |                  |
|                                                                         |           |             |         |                  |
| Morientes 18’ Salgado 20’                                               | Marcatori | Borgetti 9’ |         |                  |

| , ore 22:15 BST                                                        | Scozia    | 1 – 3                   | Inghilterra | O2 Arena, Londra |
| \| \| \| \| \| Burchill 15’ \| Marcatori \| Owen 7’, 8’ Gerrard 20’ \| |           |                         |             |                  |
|                                                                        |           |                         |             |                  |
| Burchill 15’                                                           | Marcatori | Owen 7’, 8’ Gerrard 20’ |             |                  |

| , ore 14:00 BST                                                                                | Spagna    | 6 – 0 | Scozia | O2 Arena, Londra |
| \| \| \| \| \| Salgado 3’, 4’ Mendieta 9’ Marchena 13’ García 19’ Pérez 20’ \| Marcatori \| \| |           |       |        |                  |
|                                                                                                |           |       |        |                  |
| Salgado 3’, 4’ Mendieta 9’ Marchena 13’ García 19’ Pérez 20’                                   | Marcatori |       |        |                  |

| , ore 14:45 BST                                                  | Inghilterra | 2 – 1    | Messico | O2 Arena, Londra |
| \| \| \| \| \| Hendrie 8’ Murphy 15’ \| Marcatori \| Luna 14’ \| |             |          |         |                  |
|                                                                  |             |          |         |                  |
| Hendrie 8’ Murphy 15’                                            | Marcatori   | Luna 14’ |         |                  |

###### Gruppo B
| Pos. | Squadra | Pt | G | V | N | P | GF | GS | DR  |
| ---- | ------- | -- | - | - | - | - | -- | -- | --- |
| 1.   | Brasile | 9  | 3 | 3 | 0 | 0 | 12 | 1  | +11 |
| 2.   | Italia  | 6  | 3 | 2 | 0 | 1 | 7  | 5  | +2  |
| 3.   | Nigeria | 3  | 3 | 1 | 0 | 2 | 4  | 7  | -3  |
| 4.   | Cina    | 0  | 3 | 0 | 0 | 3 | 4  | 14 | -10 |

| , ore 21:45 BST                                                                                 | Nigeria   | 3 – 2 referto                      | Cina | O2 Arena, Londra |
| \| \| \| \| \| Yakubu 6’, 6’ Amokachi 18’ \| Marcatori \| Peng Weiguo 18’ Liang Jianfeng 19’ \| |           |                                    |      |                  |
|                                                                                                 |           |                                    |      |                  |
| Yakubu 6’, 6’ Amokachi 18’                                                                      | Marcatori | Peng Weiguo 18’ Liang Jianfeng 19’ |      |                  |

| , ore 22:15 BST                                                        | Brasile   | 2 – 1 referto | Italia | O2 Arena, Londra |
| \| \| \| \| \| Juninho 3’ Belletti 7’ \| Marcatori \| Delvecchio 7’ \| |           |               |        |                  |
|                                                                        |           |               |        |                  |
| Juninho 3’ Belletti 7’                                                 | Marcatori | Delvecchio 7’ |        |                  |

| , ore 20:30 BST                                                                                          | Cina      | 0 – 7                                                                  | Brasile | O2 Arena, Londra |
| \| \| \| \| \| \| Marcatori \| Júlio Baptista 3’, 7’ (18) Djalminha 15’ Elano Rivaldo 20’ Juninho 20’ \| |           |                                                                        |         |                  |
| |           |                                                                        |         |                  |
| | Marcatori | Júlio Baptista 3’, 7’ (18) Djalminha 15’ Elano Rivaldo 20’ Juninho 20’ |         |                  |

| , ore 21:15 BST                                                    | Italia    | 2 – 1      | Nigeria | O2 Arena, Londra |
| \| \| \| \| \| Del Piero 1’ Fiore 9’ \| Marcatori \| Yakubu 11’ \| |           |            |         |                  |
|                                                                    |           |            |         |                  |
| Del Piero 1’ Fiore 9’                                              | Marcatori | Yakubu 11’ |         |                  |

| , ore 13:00 BST                                                           | Brasile   | 3 – 0 | Nigeria | O2 Arena, Londra |
| \| \| \| \| \| Júlio Baptista 7’ Elano 14’ Juninho 16’ \| Marcatori \| \| |           |       |         |                  |
|                                                                           |           |       |         |                  |
| Júlio Baptista 7’ Elano 14’ Juninho 16’                                   | Marcatori |       |         |                  |

| , ore 13:30 BST                                                                                          | Italia    | 4 – 2                          | Cina | O2 Arena, Londra |
| \| \| \| \| \| Del Piero 2’ Di Canio 8’ Zauri 11’, 20’ \| Marcatori \| Jiang Feng 9’ Zauri 19’ (aut.) \| |           |                                |      |                  |
| |           |                                |      |                  |
| Del Piero 2’ Di Canio 8’ Zauri 11’, 20’                                                                  | Marcatori | Jiang Feng 9’ Zauri 19’ (aut.) |      |                  |

###### Gruppo C
| Pos. | Squadra    | Pt | G | V | N | P | GF | GS | DR  |
| ---- | ---------- | -- | - | - | - | - | -- | -- | --- |
| 1.   | Danimarca  | 5  | 3 | 1 | 2 | 0 | 12 | 1  | +11 |
| 2.   | Francia    | 4  | 3 | 1 | 1 | 1 | 7  | 7  | 0   |
| 3.   | Germania   | 4  | 3 | 1 | 1 | 1 | 6  | 7  | -1  |
| 4.   | Portogallo | 3  | 3 | 1 | 0 | 2 | 8  | 9  | -1  |

| , ore 20:30 BST | Portogallo | 4 – 6 referto                                          | Danimarca | O2 Arena, Londra |
| \| \| \| \| \| Postiga 2’, 4’, 11’ Maniche 17’ \| Marcatori \| Jensen 2’ Junker 3’, 9’, 17’ Sørensen 4’ Jørgensen 12’ \| |            |                                                        |           |                  |
| |            |                                                        |           |                  |
| Postiga 2’, 4’, 11’ Maniche 17’                                                                                          | Marcatori  | Jensen 2’ Junker 3’, 9’, 17’ Sørensen 4’ Jørgensen 12’ |           |                  |

| , ore 21:15 BST                                                                                                | Germania  | 4 – 3 referto                         | Francia | O2 Arena, Londra |
| \| \| \| \| \| Kurányi 1’, 13’ Ballack 5’ Gaudino 14’ \| Marcatori \| Nowotny 1’ (aut.) Candela 6’ Giuly 7’ \| |           |                                       |         |                  |
| |           |                                       |         |                  |
| Kurányi 1’, 13’ Ballack 5’ Gaudino 14’                                                                         | Marcatori | Nowotny 1’ (aut.) Candela 6’ Giuly 7’ |         |                  |

| , ore 19:30 BST                                                            | France    | 3 – 2           | Portogallo | O2 Arena, Londra |
| \| \| \| \| \| Pirès 1’ Giuly Abidal 9’ \| Marcatori \| Deco 9’ Postiga \| |           |                 |            |                  |
|                                                                            |           |                 |            |                  |
| Pirès 1’ Giuly Abidal 9’                                                   | Marcatori | Deco 9’ Postiga |            |                  |

| , ore 20:00 BST                                                            | Danimarca | 2 – 2         | Germania | O2 Arena, Londra |
| \| \| \| \| \| Jørgensen 10’ Sørensen 12’ \| Marcatori \| Wosz 13’, 14’ \| |           |               |          |                  |
|                                                                            |           |               |          |                  |
| Jørgensen 10’ Sørensen 12’                                                 | Marcatori | Wosz 13’, 14’ |          |                  |

| , ore 15:15 BST                                           | France    | 1 – 1       | Danimarca | O2 Arena, Londra |
| \| \| \| \| \| Cheyrou 15’ \| Marcatori \| Sørensen 2’ \| |           |             |           |                  |
|                                                           |           |             |           |                  |
| Cheyrou 15’                                               | Marcatori | Sørensen 2’ |           |                  |

| , ore 15:45 BST                                             | Germania  | 0 – 2                     | Portogallo | O2 Arena, Londra |
| \| \| \| \| \| \| Marcatori \| Maniche 1’ Nuno Gomes 17’ \| |           |                           |            |                  |
|                                                             |           |                           |            |                  |
|                                                             | Marcatori | Maniche 1’ Nuno Gomes 17’ |            |                  |

###### Raffronto tra le squadre terze classificate
| Pos. | Squadra  | Pt | G | V | N | P | GF | GS | DR | Girone |
| ---- | -------- | -- | - | - | - | - | -- | -- | -- | ------ |
| 1.   | Germania | 4  | 3 | 1 | 1 | 1 | 6  | 7  | -1 | C      |
| 2.   | Nigeria  | 3  | 3 | 1 | 0 | 2 | 4  | 7  | -3 | B      |
| 3.   | Scozia   | 3  | 3 | 1 | 0 | 2 | 4  | 10 | -6 | A      |

##### Fase a eliminazione diretta
Tabellone
|  | Quarti di finale | Quarti di finale | Quarti di finale |           |         | Semifinali | Semifinali | Semifinali |  |  | Finale | Finale | Finale |  |
|  |                  |                  |                  |           |         |            |            |            |  |  |        |        |        |  |
|  | Spagna           | Spagna           | 8                |           |         |            |            |            |  |  |        |        |        |  |
|  | Spagna           | Spagna           | 8                |           |         |            |            |            |  |  |        |        |        |  |
|  | Nigeria          | Nigeria          | 1                |           |         |            |            |            |  |  |        |        |        |  |
|  | Nigeria          | Nigeria          | 1                |           | Spagna  | Spagna     | 2          |            |  |  |        |        |        |  |
|  |                  |                  |                  |           | Spagna  | Spagna     | 2          |            |  |  |        |        |        |  |
|  |                  |                  | Francia          | Francia   | 5       |            |            |            |  |  |        |        |        |  |
|  | Italia           | Italia           | Francia          | Francia   | 5       | 2          |            |            |  |  |        |        |        |  |
|  | Italia           | Italia           |                  |           |         |            |            |            |  |  |        |        |        |  |
|  | Francia          | Francia          | 4                |           |         |            |            |            |  |  |        |        |        |  |
|  | Francia          | Francia          | 4                |           | Francia | Francia    | 2          |            |  |  |        |        |        |  |
|  |                  |                  |                  |           |         |            |            |            |  |  |        |        |        |  |
|  |                  |                  | Danimarca        | Danimarca | 1       |            |            |            |  |  |        |        |        |  |
|  | Brasile          | Brasile          | Danimarca        | Danimarca | 1       | 3          |            |            |  |  |        |        |        |  |
|  | Brasile          | Brasile          |                  |           |         |            |            |            |  |  |        |        |        |  |
|  | Germania         | Germania         | 1                |           |         |            |            |            |  |  |        |        |        |  |
|  | Germania         | Germania         | 1                |           | Brasile | Brasile    | 2          |            |  |  |        |        |        |  |
|  |                  |                  |                  |           | Brasile | Brasile    | 2          |            |  |  |        |        |        |  |
|  |                  |                  | Danimarca        | Danimarca | 4       |            |            |            |  |  |        |        |        |  |
|  | Danimarca        | Danimarca        | Danimarca        | Danimarca | 4       | 3          |            |            |  |  |        |        |        |  |
|  | Danimarca        | Danimarca        |                  |           |         |            |            |            |  |  |        |        |        |  |
|  | Inghilterra      | Inghilterra      | 1                |           |         |            |            |            |  |  |        |        |        |  |

###### Quarti di finale
| , ore 19:30 BST | Spagna | 8 – 1 | Nigeria | O2 Arena, Londra |

| , ore 20:15 BST | Brasile | 3 – 1 | Germania | O2 Arena, Londra |

| , ore 21:05 BST | Danimarca | 3 – 1 | Inghilterra | O2 Arena, Londra |

| , ore 21:50 BST | Italia | 2 – 4 | Francia | O2 Arena, Londra |

###### Semifinali
|  | Spagna | 2 – 5 | Francia | O2 Arena, Londra |

|  | Brasile | 2 – 4 | Danimarca | O2 Arena, Londra |

###### Finale per il terzo posto
|  | Spagna | 11 – 3 | Brasile | O2 Arena, Londra |

###### Finalissima
|  | Francia | 2 – 1 | Danimarca | O2 Arena, Londra |

#### Classifica dei marcatori
9 gol
- Míchel Salgado

6 gol
- Júlio Baptista
- Luis García

5 gol
- Ludovic Giuly
- Fernando Morientes

4 gol
- Chris Sørensen
- Yakubu